# Cuca BGI
Cuca ou Cuca BGI é uma marca de cerveja fabricada pela Companhia União de Cervejas de Angola é uma marca de cerveja de Angola.

## História
A cerveja Cuca nasceu no ano de 1947, sob a designação CUCA-Companhia União de Cervejas de Angola, SARL, com um capital de 5 mil contos, sendo uma empresa filha da Central de Cervejas portuguesa.
No dia 26 de Maio de 1976, o Governo de Angola confiscou a Cuca e nacionalizou-a, após a tomada de posse da Comissão de Reestruturação do sector cervejeiro.
É fabricada em Luanda e na Catumbela, no município do Lobito, na província de Benguela. A produção em Benguela ascende às 60 mil grades por dia.
A Cuca, em Angola, tem como grande concorrente a EKA, outra cerveja de origem Angolana.

## Mercados
Além do mercado Angolano, a cerveja Cuca é comercializada em Portugal, nos Estados Unidos, Namíbia, República Democrática do Congo, Zâmbia e Moçambique.